# Risbecia
Risbecia is een geslacht dat behoort tot de familie van de Chromodorididae.

## Soorten
- Risbecia apolegma Yonow, 2001 => Hypselodoris apolegma (Yonow, 2001)
- Risbecia bullockii (Collingwood, 1881) => Hypselodoris bullockii (Collingwood, 1881)
- Risbecia francoisi Odhner, 1934 => Hypselodoris tryoni (Garrett, 1873)
- Risbecia ghardaqana (Gohar & Aboul-Ela, 1957) => Hypselodoris ghardaqana (Gohar & Aboul-Ela, 1957)
- Risbecia godeffroyana (Bergh, 1977) => Hypselodoris godeffroyana (Bergh, 1877)
- Risbecia imperialis (Pease, 1860) => Hypselodoris imperialis (Pease, 1860)
- Risbecia nyalya (Ev. Marcus & Er. Marcus, 1967) => Felimare nyalya (Ev. Marcus & Er. Marcus, 1967)
- Risbecia odhneri Risbec, 1953 => Hypselodoris tryoni (Garrett, 1873)
- Risbecia pulchella (Rüppell & Leuckart, 1830) => Hypselodoris pulchella (Rüppell & Leuckart, 1830)
- Risbecia reticulata (Quoy & Gaimard, 1832) => Goniobranchus reticulatus (Quoy & Gaimard, 1832)
- Risbecia tryoni (Garrett, 1873) => Hypselodoris tryoni (Garrett, 1873)
- Risbecia versicolor (Risbec, 1928) => Hypselodoris versicolor (Risbec, 1928)